# باتريك هييسانجير
باتريك هييسانجير (بالإنجليزية: Patrick Heusinger)‏ هو ممثل أمريكي، ولد في 14 فبراير 1981 بجاكسونفيل في الولايات المتحدة.

## أعمال

### أفلام
- (2016)  لا عودة مطلقا[3]

### مسلسلات
- ذا غود وايف
- فتاة النميمة
- كاسل

## وصلات خارجية
- باتريك هييسانجير على موقع IMDb (الإنجليزية)
- باتريك هييسانجير على موقع ألو سيني (الفرنسية)
- باتريك هييسانجير على موقع أول موفي (الإنجليزية)
- باتريك هييسانجير على موقع قاعدة بيانات برودواي على الإنترنت (الإنجليزية)
- باتريك هييسانجير على موقع قاعدة بيانات الفيلم (الإنجليزية)
- باتريك هييسانجير على موقع كينوبويسك (الروسية)